# Flula Borg
Flula Borg (Erlangen, Baviera, Alemania; 28 de marzo de 1982) es un actor, comediante, músico, DJ y celebridad de internet alemán, también conocido simplemente como Flula, a veces estilizado como f|u|a, o DJ Flula. Actualmente reside en Los Ángeles, California, Estados Unidos.
Los créditos actorales de Borg incluyen papeles en largometrajes como Pitch Perfect 2 y El Escuadrón Suicida, así como programas de televisión como Curb Your Enthusiasm y The Good Place. Ha colaborado con personalidades de YouTube como Rhett y Link, Miranda Sings y Smosh, así como con celebridades como Sir Mix-A-Lot, Ed Helms, Dirk Nowitzki y Conan O'Brien en varias ocasiones.

## Filmografía
| Año  | Título                                      | Rol                    | Notas                                                |
| ---- | ------------------------------------------- | ---------------------- | ---------------------------------------------------- |
| 2013 | Auction Hunters                             | Él mismo               | Cuatro episodios                                     |
| 2013 | Last Call with Carson Daly                  | Él mismo               | Cuatro episodios                                     |
| 2015 | The Grace Helbig Show                       | Él mismo               | Episodio 1.1                                         |
| 2015 | Pitch Perfect 2                             | Pieter Kramer          |                                                      |
| 2015 | Alvin and the Chipmunks: The Road Chip      |                        |                                                      |
| 2015 | @midnight                                   | Él mismo               | Doce episodios                                       |
| 2016 | Younger                                     | Dorff                  | Dos episodios                                        |
| 2016 | Buddymoon                                   | Flula                  | También coguionista y coproductor.                   |
| 2016 | Dirty 30                                    | DJ DJ                  |                                                      |
| 2016 | Chelsea                                     | Él mismo               | Tres episodios                                       |
| 2016 | Conan                                       | Él mismo               | Nueve episodios                                      |
| 2017 | Workaholics                                 | Jimmy Sparx            | Episodio: «Termidate»                                |
| 2017 | Mr. Peabody & Sherman Show                  | Joe Troplong           | Voz; Episodio: «Peabody's Delivery»                  |
| 2017 | Silicon Valley                              | Joel                   | Episodio: «Hooli-Con»                                |
| 2017 | Killing Hasselhoff                          | Alcee                  |                                                      |
| 2017 | Ferdinand                                   | Hans                   | Voz                                                  |
| 2017 | Flulanthropy                                | Él mismo               | También escritor y productor.                        |
| 2017 | Curb Your Enthusiasm                        | Ernst                  | Episodio: «Fatwa!»                                   |
| 2018 | The Mick                                    | Profesor alemán        | Episodio: «The Trip»                                 |
| 2018 | Counterpart                                 | Stas                   | Cuatro episodios                                     |
| 2018 | The Boss Baby: Back in Business             |                        | Voz; Diez episodios                                  |
| 2018 | Archer                                      | Ziegler                | Voz; Episodio: «Danger Island: A Warrior in Costume» |
| 2018 | The Good Place                              | Helmut Deutschermann   | Episodio: «The Ballad of Donkey Doug»                |
| 2018 | Ralph Breaks the Internet                   | Maybe                  | Voz                                                  |
| 2018 | Adam Ruins Everything                       |                        | Episodio: «Adam Ruins Flying»                        |
| 2018 | Tangled                                     | Alfons                 | Voz; Tres episodios                                  |
| 2019 | Lucky                                       | Reggie                 | Voz                                                  |
| 2019 | Teen Titans Go!                             | Robotman               | Voz; Cuatro episodios                                |
| 2020 | Trolls World Tour                           | Dickory                | Voz                                                  |
| 2020 | Brews Brothers                              | Truffle                | Cuatro episodios                                     |
| 2020 | Bad Therapy                                 | Serge                  |                                                      |
| 2020 | Amphibia                                    | Profesor Harringbone   | Voz; Episodio: «Sprig Gets Schooled»                 |
| 2020 | Patoaventuras                               | Christoph              | Voz; Episodio: «The Split Sword of Swanstantine!»    |
| 2021 | Jellystone!                                 | Gran Gazú              | Voz; Episodio: «Gotta Kiss Them All»                 |
| 2021 | Tacoma FD                                   | Antonin Aroma          | Episodio: «The Quiet Party»                          |
| 2021 | Aquaman: King of Atlantis                   | Mantis                 | Voz; dos episodios                                   |
| 2021 | Centaurworld                                |                        | Voz; diez episodios                                  |
| 2021 | El Escuadrón Suicida                        | Gunter Braun / Javelin |                                                      |
| 2021 | Mr. Mayor                                   | Sforg                  | Episodio: «Brentwood Trash»                          |
| 2022 | Chip 'n Dale: Rescue Rangers                |                        |                                                      |
| 2022 | Luck                                        | Jeff                   | Voz                                                  |
| 2022 | Pitch Perfect: Bumper in Berlin             | Pieter Kramer          |                                                      |
| 2022 | The Rookie                                  | Skip Tracer Randy      | Episodio: «Long Shot»                                |
| 2022 | The Guardians of the Galaxy Holiday Special | Camarero               | Cameo                                                |
| 2023 | Good Burger 2                               | Food Dude              |                                                      |